# Пшитули-Старі
Пшитули-Старі (пол. Przytuły Stare) — село в Польщі, у гміні Жекунь Остроленцького повіту Мазовецького воєводства.
Населення — 217 осіб (2011).
У 1975-1998 роках село належало до Остроленцького воєводства.

## Демографія
Демографічна структура станом на 31 березня 2011 року:
|          | Загалом | Допрацездатний вік | Працездатний вік | Постпрацездатний вік |
| -------- | ------- | ------------------ | ---------------- | -------------------- |
| Чоловіки | 111     | 25                 | 81               | 5                    |
| Жінки    | 106     | 22                 | 63               | 21                   |
| Разом    | 217     | 47                 | 144              | 26                   |